# Som det sker
|  | Denne artikel er oprettet af botten Steenthbot ud fra en ekstern database. Den kan derfor have sproglige fejl eller mangler. Denne skabelon kan fjernes efter kontrol af indholdet. |

Som det sker er en dansk kortfilm fra 1937 instrueret af Holger-Madsen.

## Handling
Færdselsfilm udsendt af Justitsministeriets Udvalg for Færdselspropaganda. Trafikken på Rådhuspladsen i København er massiv: biler, busser, fodgængere, cyklister. En mor skal hente sin datter i skolen og er sent på den. Hun hyrer en taxa og skynder på chaufføren. Også ved skolen er trafikken hektisk, biler og sporvogne suser afsted, mor og datter står på hver sin side af vejen.